# Santiago I
Santiago II es una localidad de México localizada en el municipio de Xochiatipan en el estado de Hidalgo.

## Geografía
Se encuentra en la región geográfica de la Huasteca hidalguense, le corresponden las coordenadas geográficas 20° 50’ 32.003” de latitud norte y 98° 16’ 15.934” de longitud oeste, con una altitud de 570 m s. n. m. En cuanto a fisiografía se encuentra en la provincia de la Sierra Madre Oriental, dentro de la subprovincia del Carso Huasteco; su terreno es de sierra. En lo que respecta a la hidrografía se encuentra posicionado en la región del Pánuco, dentro de la cuenca del río Moctezuma, y dentro de las subcuenca del río Calabozo. Cuenta con un clima semicálido húmedo con lluvias todo el año.

## Demografía
En 2020 registró una población de 155 personas, lo que corresponde al 0.85 % de la población municipal. De los cuales 259 son hombres y 254 son mujeres.
| Gráfica de evolución demográfica de Santiago I entre 1980 y 2020                             |
|                                                                                              |
| Población de los censos y conteos del Instituto Nacional de Estadística y Geografía (INEGI). |